# Currala
Currala is een geslacht van hooiwagens uit de familie Gonyleptidae.
De wetenschappelijke naam Currala is voor het eerst geldig gepubliceerd door Roewer in 1927. 

## Soorten
Currala omvat de volgende 2 soorten:
- Currala bahiensis
- Currala spinifrons